# Roter Knurrhahn
Der Rote Knurrhahn (Chelidonichthys lucerna, Syn.: Trigla lucerna) ist die bekannteste Art der Knurrhähne innerhalb der Ordnung der Barschartigen. Sein Verbreitungsgebiet reicht von Norwegen bis Nordafrika, zudem ist er in der Nordsee, im Mittelmeer und im Schwarzen Meer anzutreffen.

## Merkmale

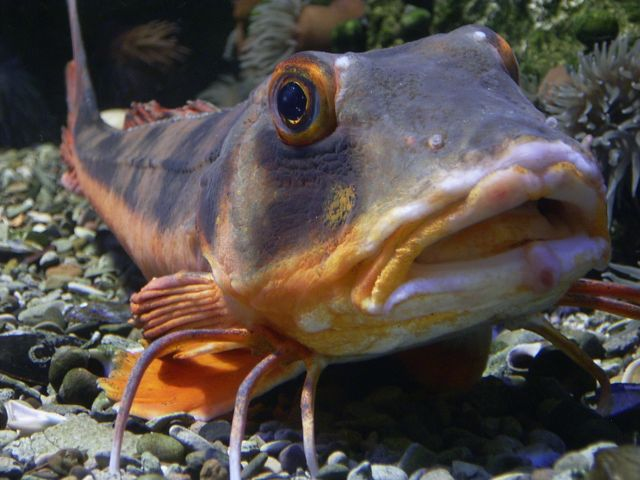
Roter Knurrhahn

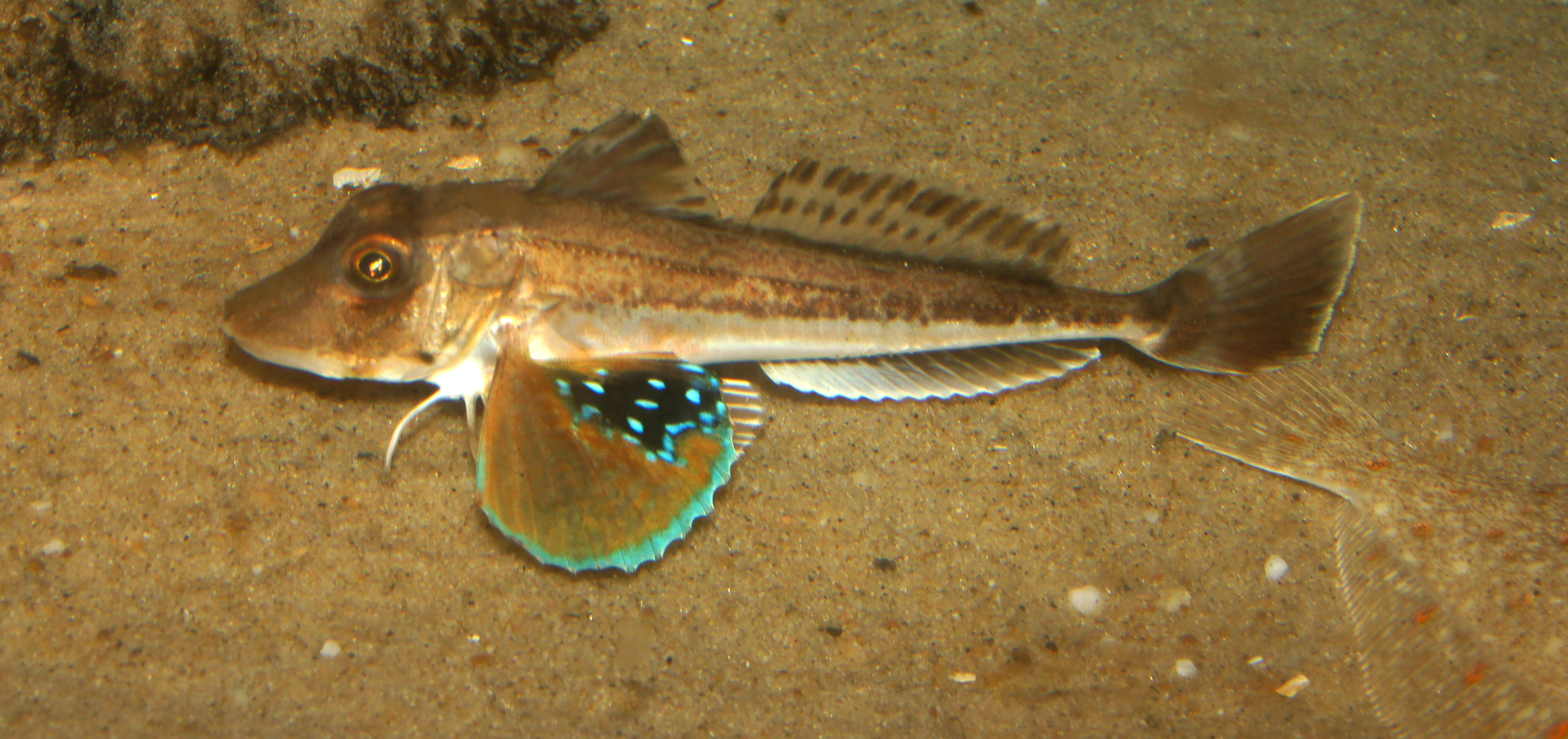
Roter Knurrhahn, juvenil, mit ausgebreiteten Brustflossen

Der Rote Knurrhahn besitzt einen langgestreckten Körper mit einem sehr großen Kopf, der nach hinten schmaler wird. Er erreicht eine Körperlänge von durchschnittlich 50 Zentimeter, die Maximallänge kann bis zu 70 Zentimeter betragen. Der Kopf besitzt ein großes, sehr breites und endständiges Maul mit fleischigen Lippen. Die Zähne auf den Kiefern und dem Gaumen sind bürstenartig. Der Kopf ist mit zahlreichen Leisten gepanzert und an Kiemen- und Vorderkiemendeckeln mit Stacheln besetzt. Der Rücken und die Flanken sind rötlichbraun und durch dunkle Querbinden und Flecken gezeichnet, der Bauch ist rosa oder weiß. Der Kopf ist rot und die Oberseite der flügelartigen Brustflossen besitzt braune Flecken und einen auffälligen blauen Saum.
Die Brustflossen sind flügelartig ausgebildet, die vordersten drei Hartstrahlen besitzen keine Flossenhaut und sind als einzeln stehende Strahlen frei beweglich. Die Bauchflossen sind kehlständig und am Ansatz der Rückenflosse befinden sich 24 bis 25 Knochenstacheln, die reihig angeordnet sind. Die Rückenflosse ist geteilt, die erste hartstrahlige Rückenflosse ist viel kürzer und höher als die zweite weichstrahlige. Die vordere Rückenflosse besteht aus 9 bis 10 Hartstrahlen, die zweite aus 16 Weichstrahlen. Die Afterflosse besitzt 14 bis 16 Weichstrahlen und die Brustflosse neben den 3 einzeln stehenden Hartstrahlen 10 bis 11 Weichstrahlen.

## Verbreitung

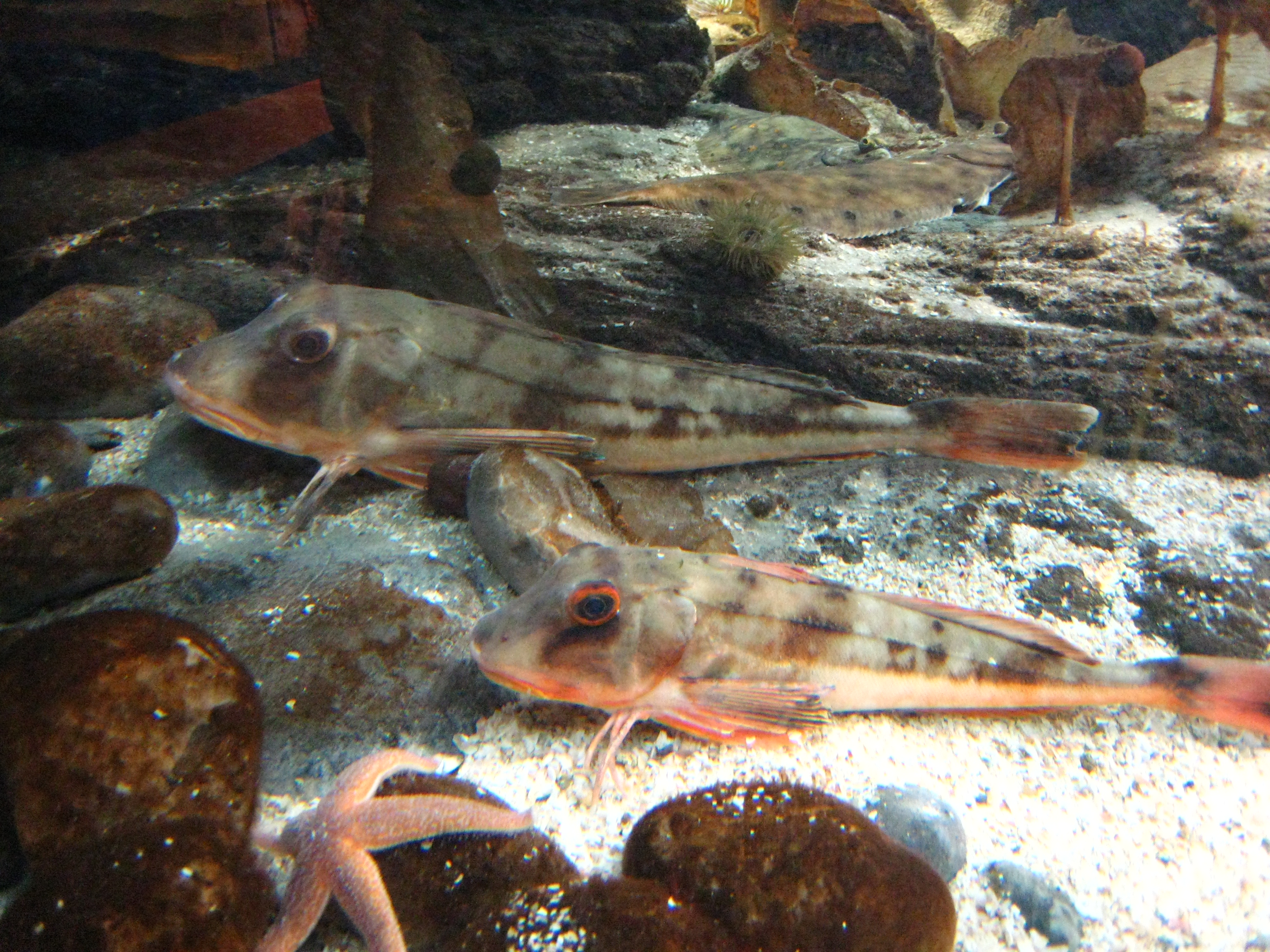
Rote Knurrhähne

Der Rote Knurrhahn ist im nordöstlichen Atlantik von Norwegen und der Nordsee bis nach Westafrika sowie im Mittelmeer und im Schwarzen Meer anzutreffen.

## Lebensweise
Der Fisch lebt vor allem auf Sand-, Schlick- und Geröllboden in 20 bis 300 Metern Tiefe, wo er sich von Krebstieren, Weichtieren und kleinen Fischen ernährt. Namensgebend für die Familie ist die Fähigkeit, knurrende oder grunzende Geräusche von sich zu geben. Diese Geräusche erzeugen die Fische mittels eines Muskels der die zweikammerige Schwimmblase zum Vibrieren bringt.
Die Laichzeit fällt in die Monate Mai bis Juli. Die Eier werden in das Freiwasser abgegeben und schweben aufgrund von eingelagerten Öltröpfchen im Oberflächenwasser.

## Bedeutung für den Menschen
Knurrhähne sind beliebte und qualitativ sehr hochwertige Speisefische.

## Belege
1. 1 2 3 4 5 6  Andreas Vilcinskas: Fische - Mitteleuropäische Süßwasserarten und Meeresfische der Nord- und Ostsee. BLV Verlagsgesellschaft, München 2000; S. 168. ISBN 3-405-15848-6.
2. 1 2  Roter Knurrhahn auf Fishbase.org (englisch)